# Biała Druga (Lublin)
Biała Druga  (prononciation : [ˈbjawa ˈdruɡa]) est un village polonais de la gmina de Janów Lubelski dans le powiat de Janów Lubelski de la voïvodie de Lublin dans l'est de la Pologne.

## Histoire
De 1975 à 1998, le village est attaché administrativement à la voïvodie de Tarnobrzeg.

Depuis 1999, il fait partie de la voïvodie de Lublin.